# Valeriu Andronic
Valeriu Andronic (Chișinău, 1982. december 21. –) moldáv válogatott labdarúgó.

## Pályafutása

### Klubcsapatokban
A moldáv főváros klubjánál, a  Zimbru Chișinăunál kezdte a pályafutását. Utána a román Dinamo București együttesében játszott. 2002 nyarán kétéves szerződéssel az MTK-hoz távozott.  2003 augusztusában kölcsönbe a Gyinamo Moszkvához.
Miután az MTK-tól elment, a 2004–05-ös szezonban a Tiligul-Tiras Tiraspol és a Metaliszt Harkiv csapatában játszott, majd az orosz első osztályban szereplő FK Orjolhoz került. 2009-ben a Bohemians Praha csapatában játszott a cseh első ligában.
2010-ben a kazak Asztanához igazolt, amellyel ugyanebben az évben megnyerte a kazak kupát. 2011-ben az orosz SKA-Energiya Habarovszk csapatának játékosa lett, ahol a 2011–12-es szezont töltötte. Ezután a moldovai Iskra-Stal Rîbnița és a Zimbru Chișinău együttesében játszott, 2013-ban pedig a tadzsik FK Khujandhoz került. Ugyanebben az évben visszatért Moldovába, ahol a Veris Chișinăut és az FC Costulenit  erősítette, majd a bahreini Malkiya Clubhoz távozott.
A 2015–16-os szezonban a Milsami Orhei és a Petrocub Hîncești csapatában játszott. A következő szezontól az Academia Chișinău együttesében szerepelt.

### A válogatottban
Már 18 évesen tagja volt a 2002-es labdarúgó-világbajnokság selejtezőjében résztvevő válogatottnak, és háromszor pályára is lépett. 2008. február 6-án egy barátságos mérkőzésen játszott újra a válogatottban. 2016-ig 35 találkozón képviselte a moldáv színeket, és 4 gólt szerzett.

## Góljai a moldáv válogatottban
| #  | Dátum               | Ellenfél         | Eredmény | Kiírás              | Esemény |
| -- | ------------------- | ---------------- | -------- | ------------------- | ------- |
| 1. | 2009. február 11.   | Macedónia        | 1 – 1    | barátságos mérkőzés | 62' 75' |
| 2. | 2009. június 10.    | Fehéroroszország | 2 – 2    | barátságos mérkőzés | 65' 83' |
| 3. | 2009. augusztus 12. | Örményország     | 4 – 1    | barátságos mérkőzés | 76' 81' |
| 4. | 2009. szeptember 9. | Görögország      | 1 – 1    | Vb-selejtező        | 79' 90' |

## Sikerei, díjai
FC Veris Chișinău
- Moldáv labdarúgó-bajnokság bronzérmes: 2013–14

## Magánélete
A felesége Angela, két fiuk van, David és Marc, valamint egy lányuk, Sabina.
Fia, David profi labdarúgó, 2015. november 1-jén játszottak egymás ellen a Milsami Orhei – Speranța Nisporeni meccsen.
Valeriu Andronic Eugenia és Mihai Andronic (1959–) fia. Édesapja ifjúkorában labdarúgó volt, jelenleg pedig gyerekek futballedzője a CSCT Buiucani junior együttesénél.

## Fordítás
- Ez a szócikk részben vagy egészben  a   Valeriu Andronic című angol Wikipédia-szócikk fordításán alapul.  Az eredeti cikk szerkesztőit annak laptörténete sorolja fel. Ez a jelzés csupán a megfogalmazás eredetét és a szerzői jogokat jelzi, nem szolgál a cikkben szereplő információk forrásmegjelöléseként.